# Здено Штрба
Здено Штрба (словац. Zdeno Štrba, нар. 9 червня 1976, Красно-над-Кисуцоу, Жилінський край) — титулований словацький футболіст. Учасник чемпіонату світу 2010 року у складі національної збірної Словаччини.

## Біографія

### Клубна кар'єра
Здено Штрба розпочав свої футбольні кроки в місцевій команді містечка Красно-над-Кисуцоу, окреси Чадця. Заради професійного футболу перейшов до «Матадора» з Пухова, «кузні» молодих талантів словацького спорту (як в хокею так й футболі), за який він провів чотири сезони. Успішно себе зарекомендувавши, він привернув увагу команд лідерів Словаччини й згодом підписав контракт з відомим колективом — «Жиліна». За цей клуб він провів 6 сезонів стаючи бронзовим, срібним призером першості, а також тричі ставав чемпіоном Словаччини та тричі здобув Суперкубком Словаччини. 
У 2009 році він вирішив себе спробувати в іноземному футболі й перейшов до команди Грецької Суперліги «Шкода Ксанті», де провів півтора роки, після чого повернувся до «Жиліни». 
Завершував професіональну кар'єру у клубі «Спартак» (Миява), після чого грав за низку словацьких та австрійських аматорських колективів.

### Збірна
Здено Штрба дебютував за національну команду 13 лютого 2003 року у товариському матчі проти збірної Кіпру.
Штрба зіграв у шести з десяти матчів кваліфікації до чемпіонату світу 2010 року, допомігши команді вперше в історії кваліфікуватись на чемпіонат світу. На турнірі Здено зіграв у всіх трьох іграх групового етапу. В тому числі в грі з Італією, в якій словаки сенсаційно перемогли 3:2, завдяки чому змогли вийти з групи. Але сам Штрба не зіграв у програному 1/8 фіналу проти Нідерландів через перебір жовтих карток.
У жовтні 2010 року оголосив про завершення кар'єри у збірній, за яку всього провів 26 матчів.

## Досягнення
- Чемпіон Словаччини: 2002–03, 2003–04, 2006–07
- Володар Суперкубка Словаччини: 2003, 2004, 2007